# サバン・ブランド
サバン・ブランド（Saban Brands LLC.）は、かつて存在したアメリカのブランドマネジメント会社。サバン・キャピタル・グループの完全子会社で、本社はカリフォルニア州ロサンゼルスにある。資本金は5億ドル。2001年にウォルト・ディズニー・カンパニーに買収されたサバン・エンターテイメントを前身としている。

## 概要
2010年5月、サバン・キャピタル・グループがウォルト・ディズニー・カンパニーからパワーレンジャーシリーズの権利を買収した際に設立され、社長にはエリー・デケルが任命された。
2013年にはヨーロッパにおける事業を拡大する為、イギリス・ロンドンにオフィスを設立。2014年にはエンターテイメントグループとライフスタイルグループを社内に設立。
2015年7月、社長のエリー・デケルが辞任。サバン・キャピタルのマネージング・ディレクター、Joel Andrycが暫定的に社長となり、新設されたCEOにはジャネット・スーが就任した。
2018年、ハズブロに保有しているエンターテイメントブランドを売却した後、同年7月2日に閉鎖された。

## エンターテイメントグループ

### パワーレンジャーシリーズ
サバン・ブランドの最初の資産となったテレビドラマシリーズ。会社の設立時にウォルト・ディズニー・カンパニーから買収し、2018年にハスブロに買収された。ビジネスパートナーはバンダイ・アメリカだった。ブランドの管理は関連会社のSCGパワーレンジャー社が手がけている。
サバン・キャピタルによりパワーレンジャーシリーズの新作製作・配給契約が東映と結ばれた後、2009年に制作が停止された同シリーズの制作を再開し、放送契約をニコロデオンと結ぶ。2014年にはライオンズゲートと共同で劇場用新作を制作する事が発表された。

### ポップルズ
1985年に作られたぬいぐるみ玩具シリーズ。2012年にサバン・ブランドの管理ブランドとなり、2018年にハスブロに買収された

### デジタルモンスター
日本製テレビアニメシリーズ。サバン・ブランドは2012年9月に東映アニメーションからシリーズのアジアを除いた地域での権利を取得し、2013年には『デジモンクロスウォーズ』の米国放送をニコロデオンで開始した。

### シルク・ドゥ・ソレイユ・メディア
2014年2月10日にサバン・ブランドとシルク・ドゥ・ソレイユが設立した合併会社で、シルク・ドゥ・ソレイユ関係のメディア展開を行う。本社はカナダ・ケベック州モントリオールにある。

### エモジ・ヴィレ
絵文字を題材としたブランド。ジャックス・パシフィックと提携し、Webシリーズやテレビ番組の制作が予定されている。

## ライフスタイルグループ

### ポール・フランク
1997年に設立されたファッションブランド。2010年8月17日にサバン・ブランドがポール・フランク・インダストリーズを買収をしたことにより、同社の管理ブランドとなった。
2013年にはポール・フランクのキャラクターをベースとしたテレビアニメ『Julius Jr』を制作し、ニックジュニアで放送を開始した

### マクベス
トム・デロングなとによって設立されたアパレルブランド。

### マンボ
オーストラリアのファッションブランド。2015年1月にサバン・ブランドの管理ブランドとなった。

### パイピング・ホット
オーストラリアのウェットスーツブランド。2015年3月にサバン・ブランドの管理ブランドとなった。

## 過去のブランド

### ヴォルテックス
2012年8月25日に放送が開始されたCWテレビジョンネットワーク内の子供向け番組放送枠。2012年6月に関連会社のKidsCo Media Ventures（現：ヴォルテックス・エンターテイメントベンチャーズ）を通じて4キッズエンタテインメントの一部資産を買収し、同社の運営していた放送枠を引き継ぐ形で設立されたが、2014年9月27日に終了することが発表された。

### The Playforge
『ゾンビファーム』などのソーシャルゲームを開発した企業。2012年8月にサバンブランドを買収したが、2013年に全社員を解雇して活動を停止した。

### Zui
子供向けウェブブラウザKidZuiを運営している企業。2013年11月4日にサバンブランドが買収した後、2014年にリープフロッグ・エンタープライゼズに売却された。

## 権利を保有する映像作品
映像作品の国際配給はマービスタ・エンターテイメントが手がけていたが、2014年9月にサバン・ブランドは映像作品の国際配給部門を設立した。

### テレビドラマ
- 鳥人戦隊ジェットマン（1991 - 1992） - 配給（2018）
- 恐竜戦隊ジュウレンジャー（1992 - 1993） - 配給（2015 - 2018）
- 五星戦隊ダイレンジャー（1993 - 1994） - 配給（2016 - 2018）
- パワーレンジャー Mighty Morphin Power Rangers（1993 - 1995） - 配給(2010 - 2018)[注 1]
- 忍者戦隊カクレンジャー（1994 - 1995） - 配給（2016 - 2018）
- バーチャル戦士トゥルーパーズ VR Troopers（1994 - 1996） - 配給（2010 - 2018）
- 超力戦隊オーレンジャー（1995 - 1996） - 配給（2016 - 2018）
- マイティ・モーフィン・エイリアンレンジャー Mighty Morphin Alien Rangers（1996） - 配給（2010 - 2018）[注 1]
- マスクド・ライダー Masked Rider（1995 - 1996） - 配給（2010 - 2018）
- 激走戦隊カーレンジャー（1996 - 1997） - 配給（2017 - 2018）
- パワーレンジャー・ジオ Power Rangers Zeo（1996） - 配給（2010 - 2018）[注 1]
- ビッグ・バッド・ビートルボーグ Big Bad Beetleborgs（1996 - 1997） - 配給（2010 - 2018）
- 電磁戦隊メガレンジャー（1997 - 1998） - 配給（2017 - 2018）
- パワーレンジャー・ターボ Power Rangers: Turbo（1997） - 配給（2010 - 2018）[注 1]
- ビートルボーグ・メタリックス Beetleborgs Metallix（1997 - 1998） - 配給（2010 - 2018）
- Ninja Turtles: The Next Mutation（1997 - 1998） - 配給（2010 - 2018）
- 星獣戦隊ギンガマン（1998） - 配給（2018）
- パワーレンジャー・イン・スペース Power Rangers in Space（1998） - 配給（2010 - 2018）[注 1]
- 救急戦隊ゴーゴーファイブ(1999) - 配給(2018)
- パワーレンジャー・ロスト・ギャラクシー Power Rangers: Lost Galaxy（1999） - 配給（2010 - 2018）[注 1]
- パワーレンジャー・ライトスピード・レスキュー Power Rangers: Lightspeed Rescue（2000） - 配給（2010 - 2018）[注 1]
- 未来戦隊タイムレンジャー(2000) - 配給(2018)
- パワーレンジャー・タイムフォース Power Rangers: Time Force（2001） - 配給（2010 - 2018）[注 1]
- 百獣戦隊ガオレンジャー（2001） - 配給（2018）
- パワーレンジャー・ワイルドフォース Power Rangers Wild Force（2002） - 配給（2010 - 2018）[注 1]
- パワーレンジャー・ニンジャストーム Power Rangers Ninja Storm（2003） - 配給（2010 - 2018）[注 1]
- パワーレンジャー・ダイノサンダー Power Rangers Dino Thunder（2004） - 配給（2010 - 2018）[注 1]
- パワーレンジャー・S.P.D. Power Rangers S.P.D（2005） - 配給（2010 - 2018）[注 1]
- パワーレンジャー・ミスティックフォース Power Rangers Mystic Force（2006） - 配給（2010 - 2018）[注 1]
- パワーレンジャー・オペレーション・オーバードライブ Power Rangers Operation Overdrive（2007） - 配給（2010 - 2018）[注 1]
- パワーレンジャー・ジャングルフューリー Power Rangers Jungle Fury（2008） - 配給（2010 - 2018）[注 1]
- パワーレンジャー・RPM Power Rangers R.P.M（2009） - 配給（2010 - 2018）[注 1]
- パワーレンジャー・サムライ Power Rangers Samurai（2011） - 製作・配給[注 1]
- パワーレンジャー・スーパーサムライ Power Rangers Super Samurai（2012） - 製作・配給[注 1]
- パワーレンジャー・メガフォース Power Rangers Megaforce（2013） - 製作・配給[注 1]
- パワーレンジャー・スーパーメガフォース Power Rangers Supermegaforce（2014） - 製作・配給[注 1]
- パワーレンジャー・ダイノチャージ Power Rangers Dino Charge（2015） - 製作・配給[注 1]
- パワーレンジャー・ダイノスーパーチャージ Power Rangers Dino Super Charge（2016） - 製作・配給[注 1]
- パワーレンジャー・ニンジャスティール Power Rangers Ninja Steel（2017） - 製作・配給[注 1]
- パワーレンジャー・スーパーニンジャスティール Power Rangers Super Ninja Steel（2018） - 製作・配給[注 1]
- パワーレンジャー・ビーストモーファーズ Power Rangers Beast Morphers（2019） - 製作・配給[注 1]

### 映画
- エスカレート・感染マニア Hidden Rage（1989） - 配給（2015 - 2018）
- パワーレンジャー・映画版 Mighty Morphin Power Rangers The Movie（1995） - 配給（2010 - 2018）[注 1]
- パワーレンジャー・ターボ・映画版・誕生!ターボパワー Turbo: A Power Rangers Movie（1997） - 配給（2010 - 2018）[注 1]
- Robyn Hoodie（2017） - 配給

### アニメ
- デジモンアドベンチャー（1999 - 2000） - 配給（2012 - 2018）
- デジモンアドベンチャー02（2000 - 2001） - 配給（2012 - 2018）
- デジモンテイマーズ(2001 - 2002) - 配給（2012 - 2018）
- さいころボット コンボック（2001 - 2003） - 配給（2012 - 2018）[注 1]
- デジモンフロンティア（2002 - 2003） - 配給（2012 - 2018）
- デジモンセイバーズ（2006 - 2007） - 配給（2012 - 2018）
- ドラゴンボール改（2009 - 2011、2014 - 2015） - 北米放送権（2012 - 2014）
- デジモンクロスウォーズ（2010 - 2012） - 英語版製作・配給（2013 - 2018）
- Julius Jr.（2014 - 2015） - 製作・配給[注 1]
- ポップルズ（2015 - 2016） - 製作・配給[注 1]
- スマイルプリキュア! Glitter Force（2012 - 2013） - 英語版製作・配給（2015 - 2017）[38][39][注 1]
- ルナ・ペチュニア Cirque du Soleil: Luna Petunia（2016 - ） - 製作・配給[注 1]
- ドキドキ!プリキュア Glitter Force Doki Doki（2013 - 2014） - 英語版製作・配給（2017 - 2018）[40][注 1]
- ツリーハウスたんていだん Treehouse Detectives（2018） - 製作・配給[注 1]

### その他
- La Banda（2016 - ） - 製作・配給
- パワーレンジャー・ハイパーフォース Power Rangers HyperForce（2017 - 2018） - 製作